# كيفن روبرتس
كيفن روبرتس (بالإنجليزية: Kevin Roberts)‏ (17 أغسطس 1989 ليفربول المملكة المتحدة - ) هو لاعب كرة قدم بريطاني يلعب كلاعب وسط.

## روابط خارجية
- كيفن روبرتس على موقع قاعدة بيانات كرة القدم.إي يو (الإنجليزية)
- كيفن روبرتس على موقع Soccerbase.com (لاعب) (الإنجليزية)
- كيفن روبرتس على موقع Soccerway.com (الإنجليزية)